# Ludmilla Pajo
Ludmilla Pajo właśc. Ludmilla Xhabija (ur. 21 grudnia 1947 w Moskwie, zm. 25 sierpnia 1995 w Tiranie) – albańska pisarka i dziennikarka.

## Życiorys
Córka Ramiza i Adile. Urodziła się w Moskwie, gdzie studiowali jej rodzice. W 1953 powróciła wraz z rodzicami do Albanii i zamieszkała w Kuçovë. Po ukończeniu szkoły przeniosła się do Tirany, gdzie ukończyła studia z zakresu dziennikarstwa na Uniwersytecie Tirańskim.
Po studiach pracowała w dzienniku Zëri i Popullit, zajmując się tematyką kulturalną, a następnie w magazynie Ylli. W 1991 znalazła pracę w ministerstwie spraw wewnętrznych, gdzie pełniła funkcję rzecznika. Oprócz artykułów do prasy pozostawiła po sobie 13 tomów opowiadań, w tym utwory przeznaczone dla dzieci.
Była mężatką (mąż Mezin Pajo), miała dwóch synów (Bora i Erind).

## Twórczość
- 1968: Sinqerisht: tregime
- 1977: Një këngë në pranverë
- 1978: Ditët e javës u zemëruan me Erindin
- 1978: Pse humbi çelësi ?: tregime
- 1979: Fëmijët e kooperativës
- 1980: Dardharja e vogël: skica dhe tregime
- 1982: Shokët e mi: novelë
- 1986: Një dritare
- 1988: Trima e të vendosur: nga jeta e pionierëve dëshmore
- 1996: Duke të pritur ty: proza të shkurtra